# Lili Dujourie
Lili Dujourie, né en 1941 à Roulers, est une plasticienne belge. Elle réalise d'abord des vidéos puis des installations, mais crée également des collages de papier et des sculptures. Elle est également photographe et travaille la terre depuis 2005.

## Biographie
Lili Dujourie naît en 1941 à Roulers en Belgique.
Ses premières sculptures des années 1960 sont épurées et très précises. Son travail est considéré comme faisant partie de l'art minimal et du mouvement artistique italien l'arte povera.
Entre 1968 et 1972, selon l'historienne de l'art Annalisa Rimmaudo, Lili Dujourie dénonce dans sa série d'œuvres appelée Impérialisme américain « l'hégémonie politique et esthétique américaine des années 1970, c’est-à-dire le minimalisme, à l’égard duquel elle a toujours marqué une distance critique et dont elle signale la lecture incomplète, arguant que nous n’en apercevons qu’une vue frontale et superficielle ». Elle bouleverse donc les codes de l'art minimal dans lequel s'inscrit pourtant sa pratique et s'émancipe de ce mouvement à la fin des années 1970.
Son travail est très tôt classé comme art féministe,. Cela s'illustre notamment à travers une série de quatorze films en noir et blanc réalisés entre 1972 et 1978, appelée Hommage à. Dans ces vidéos qui n'ont pas de son, on voit l'artiste nue, sur un lit, en train de se mouvoir lentement. En donnant au spectateur un rôle de voyeur, l'objectif de Lili Dujourie est de dénoncer la vénération de la femme objet et l'hégémonie masculine. Elle réalisera également des séries photographiques invitant à interroger les stéréotypes de genres.
Puis, dans les années 1980 et 1990, sa pratique évolue et Lili Dujourie réalise de singulières installations sculpturales, souvent de style baroque. Le contenu de ses sculptures est constitué de draperies en trompe-l'œil, de marbre, de velours, de morceaux de miroirs, de plâtre blanc, de soie, de cadres dorés, de bas-reliefs aux fausses perspectives, de fragments de photos déchirées, etc. A travers ces mises en scène, elle travaille le mouvement des matériaux et s'aide de la luminosité pour faire ressortir la poésie, la beauté ou l'effet théâtral de l'œuvre. « On retrouve tout au long de ce parcours surprenant, dans ces développements variés, une volonté d’affirmer l’extrême beauté des matériaux utilisés, et d’en matérialiser l’ombre portée. C’est aussi une vision d’un réel théâtralisé qui se retourne comme une porte à double battant sur un monde de leurres, de moires et d’apparences » écrit Frédéric Bouglé, ancien directeur du Creux de l'Enfer, centre d'art contemporain de la ville de Thiers.
Au début des années 1990, Lili Dujourie vit un an à Berlin en tant que boursière du programme d'artistes DAAD.
Dans les années 2000, elle réalise des sculptures murales qui représentent des portraits fabriqués avec du fil de fer, comme l'œuvre Joséphine datant de 2000. Ces œuvres sont comme des « dessins esquissés avec agilité et rapidité », écrit l'historienne de l'art Annalisa Rimmaudo.
Lili Dujourie travaille la terre depuis 2005. De cette rencontre naissent des travaux très sobres, en terre cuite. Les pièces réalisées par l'artiste sont soit concaves soit convexes. Elles évoquent les végétaux ou sont parfois plus osseuses. Elles sont souvent posées, sur des plateaux, des étagères ou des tables, comme la série Sonate réalisée en 2007. « Ces sculptures représentent une synthèse humaine de la création, main qui façonne la terre qu’elle contient, terre qui façonne la main qu’elle détient » ajoute Frédéric Bouglé. Ses premières réalisations en terre cuite sont présentées en 2006 au palais des Beaux-arts de Bruxelles. En 2011, elle réalise à Burgos une exposition organisée par le Musée national centre d'art Reina Sofía. Une première partie présente son travail d'objets organiques en terre cuite. Une seconde partie est créée expressément pour l'exposition et contient de petites sculptures en papier mâché inspirées des fleurs cultivées pour leurs propriétés médicinales en Europe depuis l'Antiquité classique.
Sa pratique artistique connaît une attention croissante à partir des années 2000, avec des invitations à présenter des œuvres dans de grandes expositions internationales telles que la Documenta 12 (2007), la septième Biennale de Gwangju (2008), la Biennale de Charjah (2009) et la vingt-et-unième Biennale de Sydney (2018). En 2015, des expositions personnelles de grande envergure ont lieu simultanément au SMAK, au Musée municipal d'art contemporain de Gand et au Mu.Zee (Ostende, Belgique).
Depuis de nombreuses années, Lili Dujourie vit et travaille à Lovendegem près de Gand.

## Distinctions
Le 24 juin 2016 au S.M.A.K, Lili Dujourie reçoit, des mains du ministre flamand de la culture Sven Gatz, le prix de la culture flamande pour les arts visuels 2015. Elle est en effet considérée comme l'une des plus importantes artistes féminines belges depuis la Seconde Guerre mondiale.

## Expositions personnelles
- 2022 - 2023 : GMS, Anvers, Belgique[14] ;
- 2020 : Kohta, Helsinki, Finlande[15] ;
- 2019 : Ballade : Night Thoughts on Life, Death, & Immortality, Richard Saltoun Gallery, Londres, Royaume-Uni[16] ; Galleria Tucci Russo, Torre Pellice, Italie[17] ;
- 2018 : Galerie Micheline Szwajcer, Anvers, Belgique[18] ;
- 2015 : expositions personnelles réalisées simultanément au SMAK, au Musée municipal d'art contemporain de Gand et au Mu.Zee (Ostende, Belgique)[12] ;
- 2014 : Galerie Micheline Szwajcer, Bruxelles, Belgique[19] ;  Leopold-Hoesch-Museum, Düren, Allemagne[19] ; Jeux de dames, Galerie Michael Janssen, Berlin, Allemagne[20] ;
- 2011 : La naturaleza es sabia, Abadía Benedictina de Santo Domingo de Silos, Burgos, Espagne[11] ; Lili Dujourie, Galerie Michael Janssen, Berlin, Allemagne[21] ;
- 2010 : La Conservera, Ceuti, Murcie, Espagne[22] ;
- 2008 : Galerie Nelson-Freeman, Paris, France[23] ;  Le Creux de L’enfer, Thiers, France[24] ;
- 2007 : Galerie Erna Hecey, Bruxelles, Belgique[25] ;
- 2005 : Jeux de Dames, Bozar, Bruxelles, Belgique[26] ;
- 2004 : Videos 1972-1981, Centro Andaluz de Arte Contemporáneo, Séville, Espagne[27] ;
- 2003 : Videos 1972-1981, Badischer Kunstverein, Karlsruhe, Allemagne[19] ;
- 2002 : Galerie Nelson, Paris, France[28] ;  Videos 1972-1981, Argos, Bruxelles, Belgique[29] ;  Galerie Xavier Hufkens, Bruxelles, Belgique[30] ;
- 2001 : Ausgewählte Werke, Internationales Kunstzentrum Ostbelgien, Eupen, Belgique[19] ; Galleria Tucci Russo, Turin, Italie[31] ;
- 1999 : Photographs on Canvas (Untitled, 1979 and 1983), Galerie Xavier Hufkens, Bruxelles, Belgique[19] ;
- 1998 : Frühe Werke 1969-83, Kunstverein München, Munich, Allemagne[32] ;
- 1997 : Lisson Gallery, Londres, Royaume-Uni[33] ;
- 1996 : Galerie Xavier Hufkens, Bruxelles, Belgique[19] ; Oriel Mostyn, Llandudno, Royaume-Uni[19] ; The Ormeau Baths Gallery, Belfast, Irlande[34] ;  Douglas Hyde Gallery, Dublin, Irlande[35] ;
- 1993 : Galerie Nelson, Paris, France[19] ;
- 1992 : Louver Gallery, New York, Etats-Unis[36] ;
- 1991 : Daad Galerie, Berlin, Allemagne[10] ;
- 1990 : Galerie Nelson, Lyon, France[37] ;  Magasin, Grenoble, France[38] ;
- 1989 : Bonner Kunstverein, Bonn, Allemagne[39] ;
- 1988 : Centre d’Art Contemporain, Abbaye Saint-André, Meymac, France[40] ;  De Appel, Amsterdam, Pays-Bas[41] ;
- 1987 : Galerie Joost Declercq, Gand, Belgique[19] ; FRAC Pays de la Loire, Abbaye Royale de Fontevraud, France[42] ;
- 1985 : Galerie Micheline Szwajcer, Anvers, Belgique[43] ;
- 1984 : Galerie L’A, Liège, Belgique[19] ; Draperiën, Galerie ’t Venster, Rotterdam, Pays-Bas[19] ;
- 1983 : Galerie Micheline Szwajcer, Anvers, Belgique[19] ;
- 1981 : Landschappen, Stillevens, Vereniging Aktuele Kunst, Gewad, Gand, Belgique[19] ;
- 1978 : ICC, Anvers, Belgique[19] ; Galerie Kiki Maier-Hahn, Düsseldorf, Allemagne[19] ;
- 1977 : Orez-Mobiel Galerie, La Haye, Pays-Bas[19] ; Raapstraat 8, Anvers, Belgique[19] ;
- 1970 : X-ONE Galerie, Anvers, Belgique[19].